# Юний моделіст-конструктор техніки
Юний моделіст-конструктор техніки або ЮМКТ — загальноукраїнський журнал технічного моделювання для школярів, що випускається щомісяця з червня 2012 року. У журналі публікуються статті про різні види техніки, зокрема військової, та про використання комп'ютерів і програмування. Також у кожному випуску вміщено викройки для паперової моделі.
Журнал є наступником щомісячного журналу Юний моделіст-конструктор (ЮМК), який випускався з січня 2005 року по травень 2012 року.
З 2014 року для читачів Донеччини та Луганщини діє передплата за окремим поштовим індексом за зниженою на 5% ціною.

## Основні рубрики журналу
- Техніка — стаття про певну модель чи вид техніки (відображеної на обкладинці).
- Картонна модель — викройки деталей та інструкція зі збирання паперових моделей техніки. Викройки деталей можуть бути розміщені як безпосередньо на сторінках журналу, так і на окремих аркушах картону (зазвичай 4 аркуші картону формату А4) та пластикових плівках, що додаються до журналу у вигляді вкладень. Також можуть бути додані різноманітні наклейки.
- Конкурс конструкторів — фотоконкурс, для участі в якому треба сфотографувати виготовлену паперову модель і надіслати фото в редакцію журналу. Переможець може отримати приз, наприклад пластикову масштабну модель літака.
- Комп'ютер — уроки з програмування та використання комп'ютерних програм, наприклад використання САПР для 3D-моделювання.
- Бюро знахідок — конкурс з пошуку в тексті чи на зображеннях, опублікованих у журналі.
- Конкурс ерудитів — опитування на знання техніки.

## Випуски та моделі
Журнал виходить у вигляді одинарних або парних (від 2-х і більше) випусків (номерів), у залежності від розмірів і деталізації викройок паперової моделі виду техніки. У кожному випуску, одинарному чи парному, зазвичай вміщено одну модель техніки, але іноді моделей може бути і декілька.
У таблицях, наведених нижче, у комірках випусків вказано назви моделей, а комірки парних випусків об'єднані. Нумерація випусків відповідає порядковому номеру місяця (місяців, для парних випусків) і року, але у деякі місяці різних років журнал не випускався — у такому випадку замість вмісту відсутніх випусків у комірках стоїть знак "тире" (сусідні комірки відсутніх випусків об'єднані для спрощення).

### Юний моделіст-конструктор (2005-2012)
| Рік  | №1                       | №2                    | №3                                  | №4                               | №5                               | №6                                       | №7                                       | №8                                       | №9                                       | №10                                      | №11                                      | №12                                      |
| ---- | ------------------------ | --------------------- | ----------------------------------- | -------------------------------- | -------------------------------- | ---------------------------------------- | ---------------------------------------- | ---------------------------------------- | ---------------------------------------- | ---------------------------------------- | ---------------------------------------- | ---------------------------------------- |
| 2005 | Dewoitine D.520          | Renault Magnum AE 430 | Дракар                              | По-2                             | —                                | ЛЕВ 5                                    | —                                        | —                                        | —                                        | —                                        | —                                        | —                                        |
| 2006 | —                        | —                     | —                                   | —                                | Мі-24Д                           | БТР-40                                   | —                                        | —                                        | МіГ-29УБ                                 | Форель (підводний човен)                 | Cruiser Mk.VI Crusader II                | Cruiser Mk.VI Crusader II                |
| 2007 | Sea Harrier FRS.Mk.I     | Caterpillar 325D      | Мі-28Н                              | Річковий пароплав «Krakus»       | Річковий пароплав «Krakus»       | —                                        | —                                        | —                                        | —                                        | P-61B Black Widow                        | Корабель «Блискавка-2»                   | Корабель «Блискавка-2»                   |
| 2008 | Tornado IDS              | Mk.VIII Cromvell      | SA.365 Dauphin II                   | —                                | —                                | Ла-11                                    | U-Boot typ IX C/40 + SM.79 Sparviero     | U-Boot typ IX C/40 + SM.79 Sparviero     | Т-70                                     | —                                        | PBY-5 Catalina                           | PBY-5 Catalina                           |
| 2009 | E-2C Hawkeye             | Т-80УД                | Т-80УД                              | Мі-8МТ                           | Tatra-815 AV 14 + Sakai SV 510D  | Tatra-815 AV 14 + Sakai SV 510D          | Half-Track Car M3A1                      | —                                        | ЗІС-8                                    | ТО-28                                    | Броненосець берегової охорони            | Броненосець берегової охорони            |
| 2010 | IAI 102 Arava            | БРДМ-2                | —                                   | Mercedes-Benz Actros 1843 + Мі-2 | Mercedes-Benz Actros 1843 + Мі-2 | Г-5 X серії                              | CH-47 Chinook                            | CH-47 Chinook                            | —                                        | —                                        | Mistel-1                                 | Mistel-1                                 |
| 2011 | Spitfire F.Mk.IV + Фау-1 | Л-410УВП              | Пожежна автоцистерна на базі ГАЗ-66 | —                                | —                                | Ferrari 150° Italia                      | Су-27                                    | Т-16М                                    | —                                        | —                                        | Урал-375Д                                | Урал-375Д                                |
| 2012 | Ford Model A Хот-род     | Sd.Kfz. 232           | Curtiss Hawk II                     | Т-62                             | І-16                             | (див. Юний моделіст-конструктор техніки) | (див. Юний моделіст-конструктор техніки) | (див. Юний моделіст-конструктор техніки) | (див. Юний моделіст-конструктор техніки) | (див. Юний моделіст-конструктор техніки) | (див. Юний моделіст-конструктор техніки) | (див. Юний моделіст-конструктор техніки) |

### Юний моделіст-конструктор техніки (з 2012)
| Рік  | №1                               | №2                               | №3                               | №4                               | №5                               | №6                | №7                    | №8                   | №9                          | №10                         | №11                          | №12                          |
| ---- | -------------------------------- | -------------------------------- | -------------------------------- | -------------------------------- | -------------------------------- | ----------------- | --------------------- | -------------------- | --------------------------- | --------------------------- | ---------------------------- | ---------------------------- |
| 2012 | (див. Юний моделіст-конструктор) | (див. Юний моделіст-конструктор) | (див. Юний моделіст-конструктор) | (див. Юний моделіст-конструктор) | (див. Юний моделіст-конструктор) | Willys MB         | McLaren MP4-27        | McLaren MP4-27       | Panzer VI Ausf B Tiger II   | Bugatti Veyron 16.4         | —                            | —                            |
| 2013 | Buffalo B-339D                   | Komatsu 200 PC                   | КВ-1 + КВ-2                      | КВ-1 + КВ-2                      | Каравела Бартоломеу Діаша        | Як-3              | Volkswagen Beetle     | Nord 2501 Noratlas   | ПНС-110 на базі КамАЗ-43114 | ПНС-110 на базі КамАЗ-43114 | —                            | —                            |
| 2014 | МіГ-3                            | Mercedes W 196 S                 | Mercedes W 196 S                 | Fiat BR.20 Cicogna               | Alpine A110                      | Остін-Путіловець  | Тура князя Святослава | F6F-3 Hellcat        | —                           | Fokker Dr.I                 | Mercury Coup                 | Mercury Coup                 |
| 2015 | Египетське торгівельне судно     | Египетське торгівельне судно     | Т-60                             | Ferrari 599 GTB Fiorano          | Ferrari 599 GTB Fiorano          | Boeing F3B-1      | —                     | —                    | Скандинавська яхта          | Скандинавська яхта          | Extra 300S                   | Extra 300S                   |
| 2016 | Ferrari F10                      | Ferrari F10                      | Christie M1919                   | Christie M1919                   | AEC Mk.III                       | AEC Mk.III        | Як-12                 | VK 16.02 Leopard     | VK 16.02 Leopard            | BMW M3 GTR                  | BMW M3 GTR                   | BMW M3 GTR                   |
| 2017 | WZ-111                           | WZ-111                           | ГАЗ-51Р                          | І-153                            | І-153                            | Т-40 (трактор)    | Т-40 (трактор)        | КАЗ-608В + ОдАЗ-885  | КАЗ-608В + ОдАЗ-885         | E-100 (танк)                | E-100 (танк)                 | E-100 (танк)                 |
| 2018 | Gotha G.IV                       | Ан-12БП                          | Ан-12БП                          | Циклон-4                         | Циклон-4                         | Циклон-4          | Циклон-4              | Циклон-4             | Циклон-4                    | —                           | —                            | —                            |
| 2019 | МЗКТ-6001                        | МЗКТ-6001                        | МЗКТ-6001                        | P-40E                            | Ambrose (маяк)                   | Ambrose (маяк)    | Ан-158                | Ан-158               | БМ-21 «Град»                | БМ-21 «Град»                | Caterham Superlight R500     | Caterham Superlight R500     |
| 2020 | СУ-100                           | He.177A-5                        | He.177A-5                        | Leopard 2A5                      | Leopard 2A5                      | Wrangler YJ       | M270 (РСЗВ)           | M270 (РСЗВ)          | Іл-62М                      | BG50                        | BG50                         | Т-34-85                      |
| 2021 | Козак-2                          | Козак-2                          | Ан-74ТК-200                      | TRITON 3300/3                    | TRITON 3300/3                    | АЦ-18-51А         | Sd.Kfz. 184           | Sd.Kfz. 184          | Су-25                       | Су-25                       | Mercedes-Benz Actros         | Mercedes-Benz Actros         |
| 2022 | StuG III                         | A-10 Thunderbolt II              | A-10 Thunderbolt II              | Bayraktar TB2                    | MAN M1001 + GLCM                 | MAN M1001 + GLCM  | MAN M1001 + GLCM      | M270 (РСЗВ)          | M270 (РСЗВ)                 | M270 (РСЗВ)                 | TRITON 3300/3                | TRITON 3300/3                |
| 2023 | БМ-21 «Град»                     | БМ-21 «Град»                     | Leopard 2A5                      | Leopard 2A5                      | Leopard 2A5                      | БТР-4Е            | F-16 Block 50/52      | F-16 Block 50/52     | Козак-2                     | Козак-2                     | Caterham Superlight R500     | Caterham Superlight R500     |
| 2024 | Антонов Ан-12                    | Антонов Ан-12                    | Т-80УД «Береза»                  | Т-80УД «Береза»                  | PBY-5A «Каталіна»                | PBY-5A «Каталіна» | CH-47F Chinook        | CH-47F Chinook       | Ан-158                      | Ан-158                      | F-16 Block 50/52 (Вид. 2-ге) | F-16 Block 50/52 (Вид. 2-ге) |
| 2025 | Мі-8МСБ-В                        | Мі-8МСБ-В                        | Су-25М1К                         | Су-25М1К                         | Т-40 (трактор)                   | Т-40 (трактор)    | A-10A Thunderbolt II  | A-10A Thunderbolt II |                             |                             |                              |                              |

### Анонсовані моделі
- Екскаватор ЕО-3323А[ru] (рухома модель);
- Гелікоптер Eurocopter EC120 Colibri[en];
- Вантажівка MAN TGX 18.460;
- Всюдихід Богун-2 (початково анонсовано як SHERP у масштабі 1:25);
- Літак Ан-225 «Мрія» (масштаб 1:72);
- Бронетранспортер M2A2 Bradley (анонсовано для №11-12 2023, але було замінено);
- Танк PzKpfw VI «Тигр»;
- САУ «Богдана» на базі шасі КрАЗ-6322 (масштаб 1:25).

## Видавець
Видавництво «Весела перерва», яке заснували Владислав Степанович та Лариса Василівна Кузнецови 24 вересня 2001 року у Черкасах, у різні роки видавало кілька журналів для дітей, зокрема:
- Веселі картинки — журнал-розмальовка для дошкільнят; статті українською та англійською (до 2014 також російською).
- Веселі уроки — науково-освітній журнал для школярів; статті українською та англійською (до 2014 також російською).
- Весела перерва — розважальний журнал для школярів; статті українською та англійською (до 2014 також російською).
- Веселий Саморобкін — журнал з виготовлення саморобок для дітей від 7 років.
- Візерунок у долонях — журнал з рукоділля для дівчат від 7 років.
- Івасик Телесик для малят — казковий журнал для дітей від 3 років.
- Юний моделіст-конструктор — журнал про технічне конструювання для школярів; з 2012 року розділений на три окремі журнали:
  - Юний моделіст-архітектор — журнал про архітектуру, з паперовими моделями будівель; статті українською та частково англійською;
  - Юний моделіст-конструктор техніки — журнал про техніку, з паперовими моделями техніки; статті українською та частково англійською;
  - Юний моделіст-натураліст — науково-природничий журнал, з паперовими моделями рослин і тварин; статті українською та частково англійською.

## Цікаві факти

Обкладинка парного випуску №9-10/2013

Обкладинка парного випуску №7-8/2023

- У парному випуску №9-10/2013 вміщено викройки паперової моделі пожежної машини ПНС-110 (пожежна насосна станція) на базі КаМАЗ-43114 у масштабі 1:32. Цей випуск був випущений у рамках проєкту «Зробим життя безпечним разом з Національним університетом цивільного захисту України», організованого редакцією журнала спільно з ректором та відділом зв'язків зі ЗМІ університету.[12] У листопаді 2013 року кілька примірників журналу та одну зібрану модель було презентовано у подарунок для університету.[13] 22 січня 2014 року студенти університету відвідали відділення комплексної реабілітації та протезно-ортопедичної допомоги дітям Українського науково-дослідного інституту протезування, протезобудування та відновлення працездатності (УкрНДІпротезування, а з 2022 року — УкрНКЦ протезування і реабілітації; евакуйований з Харкова у Кропивницький[14]) де разом з дітьми збирали паперову модель з журналу, 6 лютого 2014 року представники університету провели майстер-клас зі збирання паперової моделі для вихованців Курязької виховної колонії ім. А. С. Макаренка, а 21 лютого 2014 року до Дня захисника Вітчизни працівники разом із харківськими школярами, вчителями та батьками провели акцію «Зробимо життя безпечним разом з НУЦЗУ» у рамках Всеукраїнського проекту «Моральний вчинок» під гаслом – «Співпраця заради порятунку», під час якої відбулося масове збирання паперової моделі.[15]Наш університет разом із редакцією журналу «Юний моделіст-конструктор» добре попрацювали і створили соціально-просвітницький, професійно орієнтований медіа-проект, який включає багато аспектів: організацію школярів в позанавчальний час, популяризацію професії рятувальник, залучення майбутніх абітурієнтів до навчання в НУЦУ. А в цілому, такі відкриті, щирі, цікаві, доступні журнальні теми сприяють довірі населення до пожежно-рятувальної служби.— Сторінки історії: 2014 рік.
- У випуску №7/2016 опубліковано модель легкого багатоцільового літака Як-12[en] у лівреї приватного літака з українським реєстраційним номером UR-KHZ.[16][17][18]
- У 2018 році вийшов парний випуск №4-9/2018 в якому вміщено статтю про українську космічну ракету Циклон-4 та викройки її паперової моделі у масштабі 1:96. Цей випуск став найбільшим за об'ємом парним випуском, об'єднавши в собі відразу шість місячних випусків.
- У 2019 році Видавництво «Весела перерва» перемогло у тендері на розробку та випуск журналу з електробезпеки для дітей накладом у 10000 примірників для Черкасиобленерго.[8] Цим журналом став спеціальний друкований випуск «Енергетика очима дітей» журналу «Веселі уроки», який з 2022 року також можна завантажити у форматі PDF.[19][20]
- З 2020 року у журналах  «Юний моделіст-конструктор техніки» та «Юний моделіст-архітектор» вміщено QR-код з посиланням на YouTube-канал «Andrew Kuznetsov»[21], на якому публікуються офіційні відеоінструкції зі збирання паперових моделей що публікуються у цих журналах.
- У випуску №4/2022 вміщено статтю про БПЛА Bayraktar TB2 та викройки його паперової у лівреї Повітряних Сил ЗСУ моделі у масштабі 1:24.
- У парному випуску №7-8/2023 вміщено статтю про винищувач F-16 Block 50/52 та викройки його паперової моделі у масштабі 1:33, а ліврея виконана в стилі «Український піксель» Повітряних Сил ЗСУ.[22]
- На сайті Укрпошти організовано акцію з оформлення благодійної передплати для дітей-сиріт України популярних дитячих журналів, зокрема і «ЮМКТ».[23]